# Joanna Budner
Joanna Budner (ur. 27 grudnia 1988 w Łodzi) – polska łyżwiarka figurowa, startująca w parach tanecznych z Janem Mościckim. Uczestniczka mistrzostw świata i Europy, trzykrotna mistrzyni Polski (2007–2009). Zakończyła karierę sportową w 2009 roku.

## Osiągnięcia
Z Janem Mościckim
| Zawody                                | 01–02          | 02–03          | 03–04          | 04–05          | 05–06          | 06–07          | 07–08          | 08–09          |                |                |                |                |                |                |                |                |                |
| Międzynarodowe                        | Międzynarodowe | Międzynarodowe | Międzynarodowe | Międzynarodowe | Międzynarodowe | Międzynarodowe | Międzynarodowe | Międzynarodowe | Międzynarodowe | Międzynarodowe | Międzynarodowe | Międzynarodowe | Międzynarodowe | Międzynarodowe | Międzynarodowe | Międzynarodowe | Międzynarodowe |
| ------------------------------------- | -------------- | -------------- | -------------- | -------------- | -------------- | -------------- | -------------- | -------------- | -------------- | -------------- | -------------- | -------------- | -------------- | -------------- | -------------- | -------------- | -------------- |
| Mistrzostwa świata                    |                |                |                |                |                |                | 26             | 24             |                |                |                |                |                |                |                |                |                |
| Mistrzostwa Europy                    |                |                |                |                |                | 21             | 19             | 20             |                |                |                |                |                |                |                |                |                |
| GP Trophée Eric Bompard               |                |                |                |                |                |                |                | 10             |                |                |                |                |                |                |                |                |                |
| Finlandia Trophy                      |                |                |                |                |                |                |                | 8              |                |                |                |                |                |                |                |                |                |
| Golden Spin of Zagreb                 |                |                |                |                |                |                | 10             |                |                |                |                |                |                |                |                |                |                |
| NRW Trophy                            |                |                |                |                |                |                | WD             | 3              |                |                |                |                |                |                |                |                |                |
| Memoriał Pavla Romana                 |                |                |                |                |                | 2              |                |                |                |                |                |                |                |                |                |                |                |
| Międzynarodowe: Kategorie młodzieżowe |                |                |                |                |                |                |                |                |                |                |                |                |                |                |                |                |                |
| Mistrzostwa świata juniorów           |                |                | 23             | 16             | 12             | 13             |                |                |                |                |                |                |                |                |                |                |                |
| JGP w Andorze                         |                |                |                |                | 6              |                |                |                |                |                |                |                |                |                |                |                |                |
| JGP w Austrii                         |                |                |                |                |                |                | 7              |                |                |                |                |                |                |                |                |                |                |
| JGP w Bułgarii                        |                |                | 8              |                | 8              |                |                |                |                |                |                |                |                |                |                |                |                |
| JGP we Francji                        |                | 7              |                | 10             |                | 7              |                |                |                |                |                |                |                |                |                |                |                |
| JGP w Niemczech                       |                |                |                | 9              |                |                |                |                |                |                |                |                |                |                |                |                |                |
| JGP w Norwegii                        |                |                |                |                |                | 5              |                |                |                |                |                |                |                |                |                |                |                |
| JGP w Polsce                          |                |                | 12             |                |                |                |                |                |                |                |                |                |                |                |                |                |                |
| JGP w Rumunii                         |                |                |                |                |                |                | 6              |                |                |                |                |                |                |                |                |                |                |
| JGP w Serbii                          |                | 13             |                |                |                |                |                |                |                |                |                |                |                |                |                |                |                |
| International Ice Dance Cup           |                |                |                |                | 2 J            |                |                |                |                |                |                |                |                |                |                |                |                |
| Memoriał Pavla Romana                 |                | 8 J            | 2 J            | WD             | 2 J            |                |                |                |                |                |                |                |                |                |                |                |                |
| Krajowe                               |                |                |                |                |                |                |                |                |                |                |                |                |                |                |                |                |                |
| Mistrzostwa Polski                    | 1 N            | 3 J            | 1 J            | 1 J            | 1 J            | 1              | 1              | 1              |                |                |                |                |                |                |                |                |                |